# Syndrome branchio-oto-rénal
Le syndrome branchio-oto-rénal (appelé aussi « syndrome BOR ») associe des anomalies de l'oreille externe (atrésie ou sténose du conduit auditif externe ou interne, pertuis pré-auriculaire) avec une surdité de perception, de transmission ou mixte. Cette surdité est légère ou profonde et est le plus souvent présente à la naissance. Il peut également exister des kystes ou des fistules des arcs branchiaux ainsi que des anomalies aux reins allant de l'hypoplasie rénale à l'agénésie bilatérale des reins.
C'est une maladie génétique transmise selon le mode autosomique dominant.
La sévérité et le type d'anomalie des oreilles, des arcs branchiaux, et des reins est très variable dans la même famille. Les anomalies peuvent toucher le côté droit et le côté gauche de façon différente à l'intérieur d'une même famille. Une insuffisance rénale nécessitant le recours au rein artificiel ou à la transplantation apparaît chez quelques individus.

## Diagnostic
La suspicion de diagnostic est essentiellement clinique :
- trois signes cliniques doivent être présents en cas d'absence d'antécédents familiaux ;
- deux signes cliniques suffisent en cas d'antécédents familiaux ;
- l'absence d'anomalie rénale doit faire reconsidérer le diagnostic

### Clinique
Le diagnostic est basé sur les critères cliniques suivants, :
- perte de l'audition (surdité de transmission, de perception ou mixte) ;
- pertuis auriculaire ;
- oreilles déformées ;
- fistule sur le trajet des arcs branchiaux ;
- anomalies rénales.

### Génétique
- Le séquençage et l'amplification génique retrouvent dans 40 % des cas de mutations du gène EYA1, ou une mutation du gène SIX1 dans 3 % des cas[3],[4].

## Sources
- (en) Online Mendelian Inheritance in Man, OMIM (TM). Johns Hopkins University, Baltimore, MD. MIM Number:113650 Lien mort
- (en)  Richard JH Smith, Branchiootorenal Syndrome in GeneTests: Medical Genetics Information Resource (database online). Copyright, University of Washington, Seattle. 1993-2005
- [3]